# Australien i olympiska sommarspelen 1980
Australien deltog i de olympiska sommarspelen 1980 med en trupp bestående av 120 deltagare, 92 män och 28 kvinnor, vilka deltog i 92 tävlingar i 17 sporter. Landet deltog inte i den av USA ledda bojkotten mot spelen, men visade sitt stöd genom att tävla under den olympiska flaggan istället för den egna flaggan. Australien slutade på femtonde plats i medaljligan, med två guldmedaljer och nio medaljer totalt.

## Medaljer
| Medalj | Namn                                            | Sport      | Gren                    |
| ------ | ----------------------------------------------- | ---------- | ----------------------- |
| 1      | Michelle Ford                                   | Simning    | Damernas 800m frisim    |
| 1      | Neil Brooks Mark Kerry Peter Evans Mark Tonelli | Simning    | Herrarnas 4x100m medley |
| 2      | Rick Mitchell                                   | Friidrott  | Herrarnas 400 meter     |
| 2      | John Sumegi                                     | Kanotsport | Herrarnas K1 500 m      |
| 3      | Michelle Ford                                   | Simning    | Damernas 200m fjäril    |
| 3      | Graeme Brewer                                   | Simning    | Herrarnas 200m frisim   |
| 3      | Max Metzker                                     | Simning    | Herrarnas 1500m frisim  |
| 3      | Mark Kerry                                      | Simning    | Herrarnas 200m ryggsim  |
| 3      | Peter Evans                                     | Simning    | Herrarnas 100m ryggsim  |

## Bågskytte
| Bågskytt       | Gren                   | Första rundan | Första rundan | Andra rundan | Andra rundan | Totalt | Totalt |
| Bågskytt       | Gren                   | Poäng         | Rank          | Poäng        | Rank         | Poäng  | Rank   |
| -------------- | ---------------------- | ------------- | ------------- | ------------ | ------------ | ------ | ------ |
| Terene Donovan | Damernas individuella  | 1172          | 10            | 1171         | 10           | 2343   | 9      |
| Carole Toy     | Damernas individuella  | 1123          | 17            | 1162         | 14           | 2285   | 15     |
| Scott Dumbrell | Herrarnas individuella | 1142          | 27            | 1129         | 25           | 2271   | 26     |

## Cykling

### Landsvägscykling
| Cyklist                                                    | Gren                   | Tid       | Placering |
| ---------------------------------------------------------- | ---------------------- | --------- | --------- |
| Michael Wilson                                             | Herrarnas linjelopp    | 4:57:38,9 | 25        |
| Kevin Bradshaw                                             | Herrarnas linjelopp    | DNF       |           |
| Remo Sansonetti                                            | Herrarnas linjelopp    | DNF       |           |
| Graham Seers                                               | Herrarnas linjelopp    | DNF       |           |
| Kevin Bradshaw Remo Sansonetti David Scarfe Michael Wilson | Herrarnas lagtempolopp | 2:08:25,2 | 11        |

### Bancykling
Förföljelse
| Cyklist                                                  | Gren                     | Kvalomgång | Kvalomgång | Kvartsfinal      | Kvartsfinal      | Semifinal        | Semifinal        | Final            | Final            |
| Cyklist                                                  | Gren                     | Tid        | Placering  | Tid              | Placering        | Tid              | Placering        | Tid              | Placering        |
| -------------------------------------------------------- | ------------------------ | ---------- | ---------- | ---------------- | ---------------- | ---------------- | ---------------- | ---------------- | ---------------- |
| Kelvin Poole                                             | Herrarnas förföljelse    | 4:49,71    | 9          | Gick inte vidare | Gick inte vidare | Gick inte vidare | Gick inte vidare | Gick inte vidare | Gick inte vidare |
| Colin Fitzgerald Kevin Nichols Kelvin Poole Garry Sutton | Herrarnas lagförföljelse | 4:21,79    | 8 Q        | 4:22,02          | 2                | Gick inte vidare | Gick inte vidare | Gick inte vidare | Gick inte vidare |

Herrarnas tempolopp
- Kenrick Tucker 1:07.709 (10:e plats)

Herrarnas sprint
| Cyklist        | Första omgången     | Andra omgången      | Åttondelsfinal        | Kvartsfinal        | Semifinal        | Final            | Placering |
| Cyklist        | Motståndare Tid     | Motståndare Tid     | Motståndare Tid       | Motståndare Tid    | Motståndare Tid  | Motståndare Tid  | Placering |
| -------------- | ------------------- | ------------------- | --------------------- | ------------------ | ---------------- | ---------------- | --------- |
| Kenrick Tucker | Veldt (NED) W 11,35 | Kocot (POL) W 10,93 | Kopjlov (URS) L 10,55 | Tkác (TCH) L 10,70 | Gick inte vidare | Gick inte vidare | 7         |

## Kanotsport
Australien hade fem deltagare i kanotsport i fyra olika grenar.
| Kanotist                                         | Gren                | Heat    | Heat      | Semifinal | Semifinal | Final   | Final     |
| Kanotist                                         | Gren                | Tid     | Placering | Tid       | Placering | Tid     | Placering |
| ------------------------------------------------ | ------------------- | ------- | --------- | --------- | --------- | ------- | --------- |
| John Sumegi                                      | Herrarnas K1 500 m  | 1:44.45 | 1 Q       | 1:46.11   | 1 Q       | 1:44.12 |           |
| John Sumegi                                      | Herrarnas K1 1000 m | 3:47.60 | 3 Q       | 3:54.28   | 2 Q       | 3:50.63 | 4         |
| Barry Kelly Robert Lee                           | Herrarnas K2 500 m  | 1:36.31 | 2 Q       | 1:36.63   | 2 Q       | 1:36.45 | 5         |
| Barry Kelly Robert Lee Ken Vidler Crosbie Baulch | Herrarnas K4 1000 m | 3:10.49 | 3 Q       | i.u.      | i.u.      | 3:19.87 | 8         |

## Simhopp
Herrarnas 3 m
- Steve Foley
  - Kval — 521,82 poäng (→ 11:e plats, gick inte vidare)

Herrarnas 10 m
- Steve Foley
  - Kval — 427,44 poäng (→ 16:e plats, gick inte vidare)

## Simning
17 deltagare representerade Australien i simningen, i totalt 24 tävlingar. De tog två guld och fem brons.
Damer
| Tävlande                                                            | Gren               | Heat    | Heat      | Final            | Final            |
| Tävlande                                                            | Gren               | Tid     | Placering | Tid              | Placering        |
| ------------------------------------------------------------------- | ------------------ | ------- | --------- | ---------------- | ---------------- |
| Michelle Pearson                                                    | 100 m frisim       | 58.90   | 4         | Gick inte vidare | Gick inte vidare |
| Rosemary Brown                                                      | 100 m frisim       | 59.35   | 5         | Gick inte vidare | Gick inte vidare |
| Karen Van de Graaf                                                  | 200 m frisim       | 2:06.06 | 3         | Gick inte vidare | Gick inte vidare |
| Rosemary Brown                                                      | 200 m frisim       | 2:04.59 | 3         | Gick inte vidare | Gick inte vidare |
| Michelle Ford                                                       | 400 m frisim       | 4:13.90 | 1 Q       | 4:11.65          | 4                |
| Rosemary Brown                                                      | 400 m frisim       | 4:21.36 | 6         | Gick inte vidare | Gick inte vidare |
| Michelle Ford                                                       | 800 m frisim       | 8:42.36 | 2 Q       | 8:28.90          | 1                |
| Rosemary Brown                                                      | 800 m frisim       | 8:49.47 | 4         | Gick inte vidare | Gick inte vidare |
| Lisa Curry-Kenny Karen Van de Graaf Rosemary Brown Michelle Pearson | 4x100 meter frisim | 3:56.24 | 2 Q       | 3:54.16          | 5                |
| Georgina Parkes                                                     | 100 m ryggsim      | 1:05.06 | 3         | Gick inte vidare | Gick inte vidare |
| Lisa Forrest                                                        | 100 m ryggsim      | 1:04.55 | 3         | Gick inte vidare | Gick inte vidare |
| Lisa Forrest                                                        | 200 m ryggsim      | 2:15.40 | 1 Q       | 2:16.75          | 7                |
| Georgina Parkes                                                     | 200 m ryggsim      | 2:17.78 | 3         | Gick inte vidare | Gick inte vidare |
| Lisa Curry-Kenny                                                    | 200 m bröstsim     | 2:39.42 | 5         | Gick inte vidare | Gick inte vidare |
| Lisa Curry-Kenny                                                    | 100 m fjäril       | 1:02.92 | 3 Q       | 1:02.40          | 5                |
| Karen Van de Graaf                                                  | 100 m fjäril       | 1:03.62 | 4         | Gick inte vidare | Gick inte vidare |
| Michelle Ford                                                       | 200 m fjäril       | 2:12.72 | 1 Q       | 2:18.24          | 3                |
| Karen Van de Graaf                                                  | 200 m fjäril       | 2:17.82 | 4         | Gick inte vidare | Gick inte vidare |
| Lisa Curry-Kenny                                                    | 400 m medley       | 5:01.58 | 5         | Gick inte vidare | Gick inte vidare |
| Lisa Forrest Lisa Curry-Kenny Karen Van de Graaf Rosemary Brown     | 4x100 meter medley | 4:23.33 | 2 Q       | 4:19.90          | 6                |

Herrar
| Tävlande                                                       | Gren               | Heat     | Heat      | Semifinal | Semifinal | Final            | Final            |
| Tävlande                                                       | Gren               | Tid      | Placering | Tid       | Placering | Tid              | Placering        |
| -------------------------------------------------------------- | ------------------ | -------- | --------- | --------- | --------- | ---------------- | ---------------- |
| Graeme Brewer                                                  | 100 m frisim       | 52.59    | 4         | 51.91     | 3 Q       | 52.22            | 8                |
| Mark Tonelli                                                   | 100 m frisim       | 52.04    | 3 Q       | 52.17     | 5         | Gick inte vidare | Gick inte vidare |
| Neil Brooks                                                    | 100 m frisim       | 52.11    | 1 Q       | 52.70     | 7         | Gick inte vidare | Gick inte vidare |
| Graeme Brewer                                                  | 200 m frisim       | 1:51.92  | 2 Q       | i.u.      | i.u.      | 1:51.60          | 3                |
| Ron McKeon                                                     | 200 m frisim       | 1:52.66  | 2 Q       | i.u.      | i.u.      | 1:52.60          | 5                |
| Max Metzker                                                    | 400 m frisim       | 3:56.42  | 2 Q       | i.u.      | i.u.      | 3:56.87          | 7                |
| Ron McKeon                                                     | 400 m frisim       | 3:56.77  | 2 Q       | i.u.      | i.u.      | 3:57.00          | 8                |
| Graeme Brewer                                                  | 400 m frisim       | 3:57.19  | 2         | i.u.      | i.u.      | Gick inte vidare | Gick inte vidare |
| Max Metzker                                                    | 1500 m frisim      | 15:21.63 | 3 Q       | i.u.      | i.u.      | 15:14.49         | 3                |
| Graeme Brewer Mark Tonelli Mark Kerry Ron McKeon Max Metzker   | 4x200 meter frisim | 7:34.06  | 3 Q       | i.u.      | i.u.      | 7:30.82          | 7                |
| Mark Tonelli                                                   | 100 m ryggsim      | 58.66    | 1 Q       | 57.89     | 2 Q       | 57.98            | 7                |
| Mark Kerry                                                     | 100 m ryggsim      | 58.08    | 3 Q       | 58.07     | 3         | Gick inte vidare | Gick inte vidare |
| Glenn Patching                                                 | 100 m ryggsim      | 58.30    | 1 Q       | 1:00.31   | 8         | Gick inte vidare | Gick inte vidare |
| Mark Kerry                                                     | 200 m ryggsim      | 2:03.60  | 1 Q       | i.u.      | i.u.      | 2:03.14          | 3                |
| Paul Moorfoot                                                  | 200 m ryggsim      | 2:04.87  | 1 Q       | i.u.      | i.u.      | 2:06.15          | 8                |
| Mark Tonelli                                                   | 200 m ryggsim      | 2:07.04  | 3         | i.u.      | i.u.      | Gick inte vidare | Gick inte vidare |
| Peter Evans                                                    | 100 m bröstsim     | 1:04.55  | 1 Q       | i.u.      | i.u.      | 1:03.96          | 3                |
| Lindsay Spencer                                                | 100 m bröstsim     | 1:04.78  | 3         | i.u.      | i.u.      | 1:05.04          | 6                |
| Lindsay Spencer                                                | 200 m bröstsim     | 2:21.08  | 2 Q       | i.u.      | i.u.      | 2:19.68          | 5                |
| Peter Evans                                                    | 200 m bröstsim     | 2:26.62  | 4         | i.u.      | i.u.      | Gick inte vidare | Gick inte vidare |
| Paul Moorfoot                                                  | 200 m fjäril       | 2:05.69  | 5         | i.u.      | i.u.      | Gick inte vidare | Gick inte vidare |
| Paul Moorfoot                                                  | 400 m medley       | 4:43.28  | 5         | i.u.      | i.u.      | Gick inte vidare | Gick inte vidare |
| Mark Kerry Peter Evans Mark Tonelli Neil Brooks Glenn Patching | 4x100 meter medley | 3:48.94  | 2 Q       | i.u.      | i.u.      | 3:45.70          | 1                |

## Tyngdlyftning
Fem tyngdlyftare i fem viktklasser tävlade för Australien i sommarspelen 1980.
| Tävlande          | Viktklass | Ryck  | Stöt | Total | Placering |
| ----------------- | --------- | ----- | ---- | ----- | --------- |
| Lorenzo Orsini    | 56 kg     | 95    | 125  | 220   | 16        |
| Basilios Stellios | 67,5 kg   | 122,5 | 160  | 282,5 | 11        |
| Robert Kabbas     | 82,5 kg   | 142,5 | 0    | 0     | DNF       |
| Luigi Fratangelo  | 90 kg     | 142,5 | 0    | 0     | DNF       |
| Donald Mitchell   | 110 kg    | 162,5 | 190  | 352,5 | 7         |